# Leiro (Rianjo)
Leiro (llamada oficialmente Santa María de Leiro) es una parroquia española del municipio de Rianjo, en la provincia de La Coruña, Galicia.

## Entidades de población
Entidades de población que forman parte de la parroquia:
- Abuín
- A Iglesia (A Igrexa)
- A Pedreira
- Brión
- Cabanas
- Meiquiz
- Or
- Palleiro
- Rañó
- Rial

## Demografía
| Gráfica de evolución demográfica de Leiro entre 2000 y 2019 |
|                                                             |
| Datos según el nomenclátor publicado por el INE.            |